# Joseph Welzenbacher
Joseph Welzenbacher war ein deutscher Radsportler aus München. Er nahm mit der deutschen Olympiamannschaft an den Olympischen Sommerspielen 1896 an den Bahnrennen im Velodrom Neo Faliro teil.

## Ergebnisse
| Disziplin         | Platz | Bemerkung                 |
| ----------------- | ----- | ------------------------- |
| 100-km-Bahnrennen | –     | nicht beendet             |
| 12-Stunden-Rennen | –     | nach 3 Stunden aufgegeben |